# Чапаєвка (Грачовський район)
Чапа́євка (рос. Чапаевка) — селище у складі Грачовського району Оренбурзької області, Росія.

## Населення
Населення — 25 осіб (2010; 36 у 2002).
Національний склад (станом на 2002 рік):
- росіяни — 100 %